# Beugnon
Beugnon – miejscowość i gmina we Francji, w regionie Burgundia-Franche-Comté, w departamencie Yonne.
Według danych na rok 1990 gminę zamieszkiwały 302 osoby, a gęstość zaludnienia wynosiła 39 osób/km² (wśród 2044 gmin Burgundii Beugnon plasuje się na 612. miejscu pod względem liczby ludności, natomiast pod względem powierzchni na miejscu 1060.).